# Maya Hawke
Maya Ray Thurman Hawke (Nueva York; 8 de julio de 1998) es una actriz, cantante y compositora estadounidense, hija de los actores Uma Thurman y Ethan Hawke. Comenzó su carrera como modelo y posteriormente hizo su debut en la pantalla como Jo March en la adaptación de la BBC de 2017 de Mujercitas.
Obtuvo un gran reconocimiento por unirse al elenco de la serie de ciencia ficción de Netflix Stranger Things, donde interpreta el papel de Robin Buckley desde el 2019. También apareció en las películas Once Upon a Time in Hollywood (2019), Fear Street Part One: 1994 (2021), Do Revenge (2022), Asteroid City (2023) y Maestro (2023), y tuvo un papel de voz en Inside Out 2 (2024). Como cantante, ha lanzado los álbumes Blush (2020), Moss (2022) y Chaos Angel (2024).

## Primeros años y educación
Nació el 8 de julio de 1998 en Nueva York, hija de los actores Uma Thurman y Ethan Hawke. Sus padres se conocieron en el set de Gattaca en 1997 y se casaron en mayo de 1998, divorciándose posteriormente en 2005. Su hermano, Levon Thurman-Hawke, nació en 2002.
Por parte de su padre, Maya Hawke es pariente lejana del dramaturgo Tennessee Williams. Por parte de su madre, es nieta del erudito budista Robert A. F. Thurman y de la modelo Nena von Schlebrügge. Schlebrügge estuvo casada con el doctor Timothy Leary. Su madre, Birgit Holmquist, también se desempeñó como modelo.
Hawke padecía de dislexia, lo que la llevó a cambiar constantemente de escuela. El ambiente artístico de su hogar finalmente la llevó a convertirse en actriz. Comenzó los estudios de artes dramáticas en la escuela de Juilliard, abandonándolos al obtener uno de los papeles principales en la adaptación de la BBC del clásico Mujercitas.

## Carrera

### Modelaje
Al igual que su madre y su abuela, Hawke modeló para la revista Vogue al comienzo de su carrera. También fue escogida como la imagen de la casa de moda AllSaints. En 2017 participó en una campaña publicitaria en vídeo para Calvin Klein, bajo la dirección de Sofia Coppola.

### Actuación
Hawke fue escogida por Sofia Coppola para interpretar el papel de La Sirenita en una adaptación planeada por Universal Pictures. Sin embargo, los productores prefirieron a la más reconocida Chloë Grace Moretz. Éste y otro tipo de dificultades con el proyecto llevaron a Coppola a abandonar la dirección del mismo. Moretz también fue despedida eventualmente.
En el 2017 interpretó el papel de Jo March en la miniserie Mujercitas. Fue seleccionada para interpretar el papel de Robin en la tercera temporada de la popular serie de Netflix Stranger Things. Su personaje fue descrito como "una chica alternativa" aburrida en su trabajo hasta que se tropieza con uno de los secretos de Hawkins. Hawke también integró el elenco de Once Upon a Time in Hollywood, bajo la dirección de Quentin Tarantino.

### Música
En agosto de 2019, Hawke publicó sus dos primeros sencillos, "To Love A Boy" y "Stay Open". Las canciones fueron escritas y grabadas por Hawke y por el compositor Jesse Harris. Ese año Hawke afirmó que un álbum de estudio se encontraba en proceso y se publicó en el 2020 con el nombre Blush.

## Discografía
Álbumes de estudio
- 2020: Blush
- 2022: Moss
- 2024: Chaos Angel

Sencillos
| Año  | Canción                       | Álbum       | Ref.   |
| ---- | ----------------------------- | ----------- | ------ |
| 2019 | "To Love a Boy" / "Stay Open" | Sin álbum   | [ 22 ] |
| 2020 | "By Myself"                   | Blush       | [ 23 ] |
| 2020 | "Coverage"                    | Blush       | [ 23 ] |
| 2020 | "So Long"                     | Blush       | [ 23 ] |
| 2020 | "Generous Heart"              | Blush       | [ 24 ] |
| 2021 | "Blue Hippo"                  | Sin álbum   | [ 25 ] |
| 2022 | "Thérèse"                     | Moss        | [ 26 ] |
| 2022 | "Sweet Tooth"                 | Moss        | [ 27 ] |
| 2022 | "Luna Moth"                   | Moss        | [ 28 ] |
| 2023 | "Coming Around Again"         | Sin álbum   | [ 29 ] |
| 2024 | "Missing Out"                 | Chaos Angel | [ 30 ] |

## Filmografía

### Cine
| Año  | Título                              | Papel                       | Notas              | Ref(s). |
| ---- | ----------------------------------- | --------------------------- | ------------------ | ------- |
| 2018 | Ladyworld                           | Romy                        |                    | Ref.    |
| 2019 | Once Upon a Time in Hollywood       | Linda Kasabian              |                    | Ref.    |
| 2019 | Human Capital                       | Shannon Hagel               |                    | Ref.    |
| 2020 | Mainstream                          | Frankie                     |                    | Ref.    |
| 2021 | La Calle Del Terror: (Parte 1) 1994 | Heather Watkins             |                    |         |
| 2022 | Revancha ya                         | Eleanor Levetan/Nora Cutler |                    |         |
| 2023 | Asteroid City                       | June Douglas                |                    | Ref.    |
| 2023 | Maestro                             | Jamie Bernstein             |                    | Ref.    |
| 2023 | Wildcat                             | Flannery O'Connor           | También productora | Ref.    |
| 2023 | The Kill Room                       | Grace                       |                    | Ref.    |
| 2024 | Inside Out 2                        | Ansiedad                    | Voz                |         |

### Televisión
| Año             | Título             | Papel         | Notas             | Ref(s). |
| --------------- | ------------------ | ------------- | ----------------- | ------- |
| 2017            | Mujercitas         | Jo March      | Película          |         |
| 2019 - presente | Stranger Things    | Robin Buckley | Reparto principal | Ref.    |
| 2020            | The Good Lord Bird | Annie Brown   | Miniserie         | Ref.    |

### Podcast
| Año  | Título                         | Papel              | Notas           | Ref(s). |
| ---- | ------------------------------ | ------------------ | --------------- | ------- |
| 2021 | Rebel Robin: Surviving Hawkins | Robin Buckley      | Papel principal |         |
| 2021 | The Playboy Interview          | Helen Gurley Brown | Papel principal | Ref.    |

## Premios y nominaciones
| Año  | Ceremonia                       | Trabajo nominado                        | Categoría                                   | Resultado | Ref.   |
| ---- | ------------------------------- | --------------------------------------- | ------------------------------------------- | --------- | ------ |
| 2025 | Nickelodeon Kids' Choice Awards | Su doblaje para Anxiety en Inside Out 2 | Voz femenina favorita para película animada | Nominada  | [ 41 ] |